# Sobrecubierta

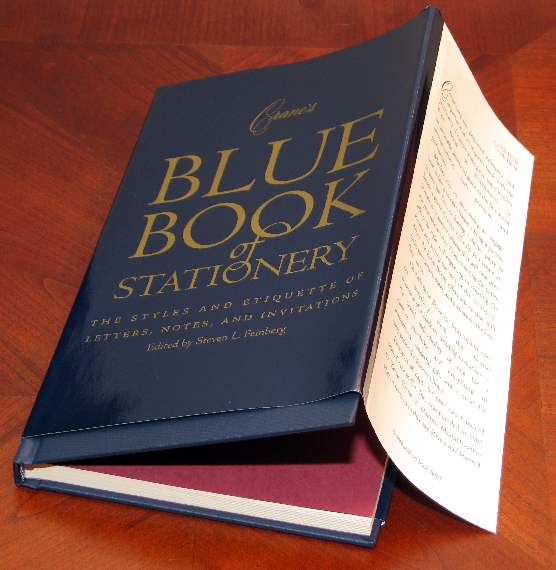
Sobrecubierta de papel, desplegada parcialmente.

La sobrecubierta o forro de un libro es un envoltorio rectangular de papel, cartulina u otro material similar que cubre la cubierta  y la contracubierta. Suele estar ilustrada, y también suele ser de quita y pon, con dos lengüetas, una plegada sobre el lateral de la cubierta y otra sobre la contracubierta. Estas pestañas suelen mostrar información sobre el libro, el autor, u otros libros de la colección.
- Datos: Q1434845
- Multimedia: Dust jackets / Q1434845